# Tabula Terre Nove

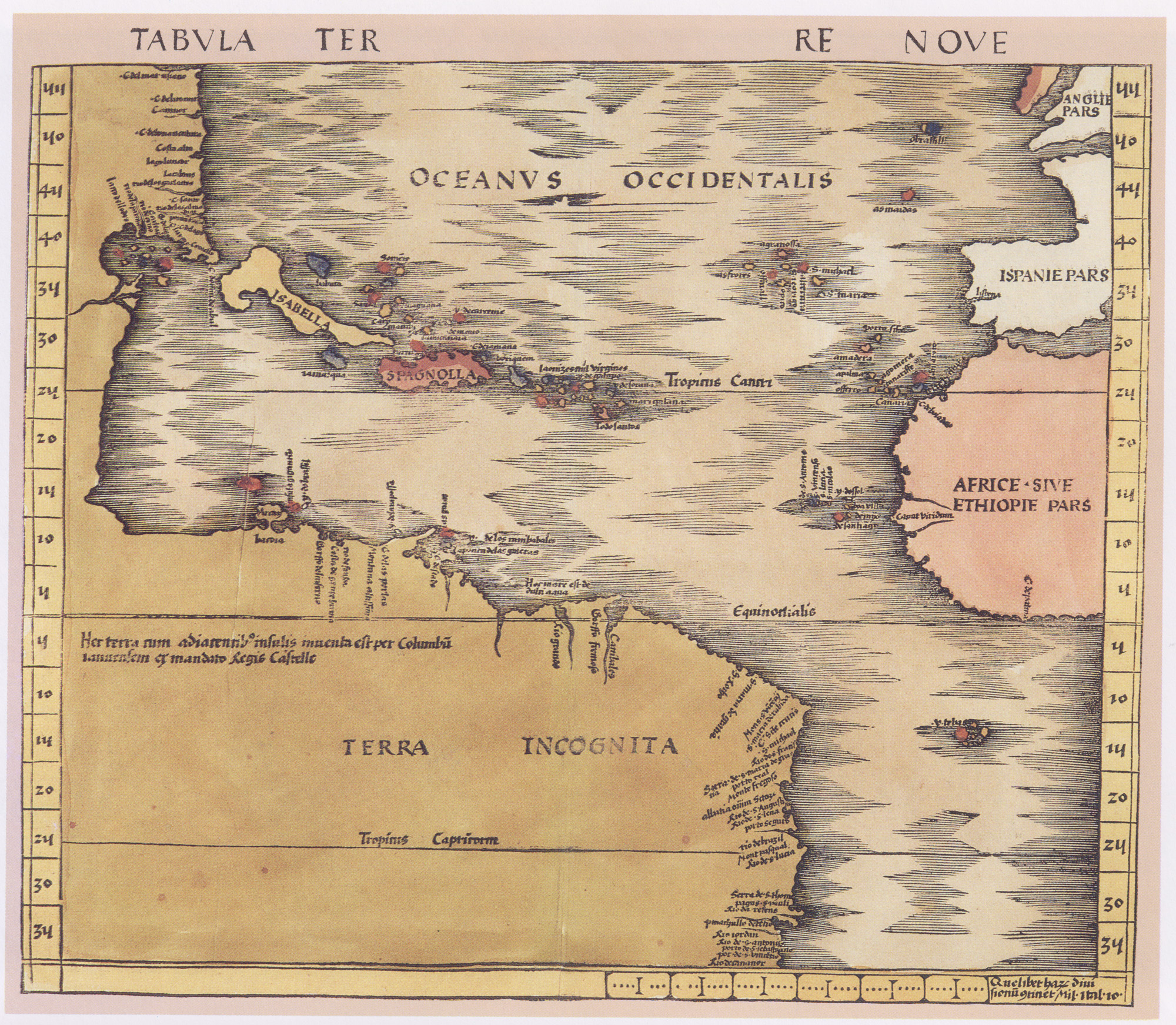
Tabula Terre Nove

Tabula Terre Nove (Carte des nouvelles terres) est le titre d'une carte géographique dessinée par Martin Waldseemüller vers 1508 et publiée en 1513. C'est la première carte spécifiquement consacrée au Nouveau Monde jamais publiée dans un  atlas.

## Description
La carte est une estampe en couleurs ; elle mesure 38 × 49 centimètres. Les bords gauche et droit contiennent une échelle de latitude, graduée entre 34 degrés sud et 44 degrés nord. Le titre TABVLA TER~RE NOVE apparaît en deux parties sous la bordure supérieure. Une échelle en milles italiens se trouve au coin droit de la bordure inférieure.
Contrairement au planisphère de Waldseemüller, cette carte ne désigne pas l'Amérique du Sud comme America, mais simplement comme Terra incognita, avec l'explication : « cette terre et les îles adjacentes ont été découvertes par Colomb le génois mandaté par le roi de Castille » Par ailleurs, la légende Parias n'est plus indiquée en Amérique du Nord : ce territoire, découvert alors que Christophe Colomb longeait les côtes du Venezuela, était pour lui le Paradis. On peut y voir un regret de Waldseemüller d'avoir nommé l'Amérique d'après Amerigo Vespucci, en négligeant les découvertes de Colomb.
Sur la côte brésilienne, la mention Abbatia omnium Sanctorum (abbaye de tous les saints) reprend une erreur de transcription : A Bahia de Todos Santos est devenue La Badia de Todos Santos, c'est-à-dire qu'une baie a été transformée en abbaye. On trouve la même erreur dans le planisphère de Ruysch.
La plupart des îles des Antilles sont représentées, dont Isaballa (Cuba), Iamaiqua (Jamaïque), Spagnolla (Hispaniola), Ia. onzes mil virgines (les îles Vierges) ou Marigalana (Marie-Galante). Cuba possède le « crochet » au sud-ouest caractéristique des cartes de l'époque.
La représentation des côtes de l'Amérique centrale et de l'Amérique du Nord reste entourée de mystère. En particulier, la péninsule au nord-ouest d'Isabella n'est pas déterminée avec satisfaction. Si la Floride semble la réponse évidente (et la plus communément admise), elle n'a été officiellement découverte qu'en 1513 par Ponce de León. D'autres cartes plus anciennes depuis le planisphère de Cantino représentent également une péninsule à cette position. Une autre hypothèse est qu'il s'agit de l'Asie : d'autres cartes de l'époque comme le planisphère de Ruysch fusionnent explicitement les côtes de l'Amérique du Nord au continent asiatique. Waldseemüller lui-même montre les continents comme séparés dans son planisphère de 1507, mais comme joints dans sa carte de 1516, sur laquelle l'Amérique du Nord est représentée comme Terra de Cuba Asie Partis (Terre de Cuba, partie de l'Asie), suivant la conviction de Colomb. Thomas Suárez rapporte que, dans une ébauche de Tabula Terre Nove, Cuba était jointe à la « Floride ».

## Historique
Le tire complet de la carte, donné dans l'index du Ptolémée de 1513, est Carte marine, également appelée hydrographie, rectifiée par de très exactes navigations faites par un ancien amiral du sérénissime roi du Portugal Ferdinand, puis par d'autres explorateurs : élaborée sous le patronage de René, très illustre duc de Lorraine, aujourd'hui décédé La mention de Ferdinand comme roi du Portugal et non de Castille est certainement une simple coquille. René II de Lorraine est mort en 1508 ; si la carte a été exécutée à sa demande elle est donc antérieure à cette date. Selon Henry Harrisse, elle a été dessinée d'après une carte portugaise obtenue par le duc René en 1504. L'« ancien amiral » mentionné dans ce titre est vraisemblablement Christophe Colomb, « amiral de la mer Océane ». À ce titre, la carte est souvent surnommée carte de l'Amiral dans la littérature cartographique.
La carte portugaise possède sans doute une parenté avec le planisphère de Cantino, du fait de nombreux toponymes communs.

## Sources
- (en) Thomas Suárez, Shedding the Veil, 1992,  (ISBN 981-02-0869-3), pages 62-63
- (en) John Fiske, The Discovery of America, 1892,  (ISBN 0-665-05664-8), [https://books.google.com/books?vid=+(ISBN )&id=2RYOAAAAIAAJ lire en ligne] (Google Books)